# Haematobia
Genre
Haematobia est un genre d'insectes diptères de la famille des Muscidae.

## Liste des espèces et sous-espèces
Selon Catalogue of Life (1 mars 2013) :
- Haematobia exigua
- Haematobia irritans
- Haematobia meridiana
- Haematobia minuta
- Haematobia potans
- Haematobia schillingsi
- Haematobia spinigera
- Haematobia thirouxi
- Haematobia titillans

Selon ITIS (1 mars 2013) :
- Haematobia irritans (Linnaeus, 1758)

Selon NCBI (1 mars 2013) :
- Haematobia irritans
  - sous-espèce Haematobia irritans exigua
  - sous-espèce Haematobia irritans irritans
- Haematobia titillans